# Dolomites
Dãy núi  Dolomites (tiếng Ý: Dolomiti; tiếng Đức: Dolomiten; tiếng Friuli: Dolomitis) là một phần của vùng núi Alps. Chúng nằm trên hầu hết các phần của tỉnh Belluno, phần còn lại thuộc các tỉnh Nam Tirol và Trentino (thuộc phần đông bắc Ý). Chúng kéo dài từ sông Adige ở phía tây đến thung lũng sông Piave (Pieve di Cadore) ở phía đông. Các ranh giới phía bắc và phía nam được xác định bởi thung lũng Puster và thung lũng Sugana (Val Sugana). Nhưng dãy Dolomites cũng trải dài qua sông Piave (Dolomiti d'Oltrepiave) về phía đông; và cách xa sông Adige về phía tây là nhóm Brenta (tây Dolomites); cũng có một nhóm nhỏ hơn khác được gọi là Piccole Dolomiti (Dolomites nhỏ) nằm giữa các tỉnh Trento và Vicenza (xem bản đồ).
Khu vực này được đưa vào danh sách di sản thế giới với diện tích lên đến 141.903 ha, bao gồm 18 đỉnh núi cao trên 3.000 m. Với những cảnh quan đẹp không có ở bất cứ một nơi nào khác, những "bức tường" dựng đứng, những vách đá dốc, những thung lũng hẹp, sâu và dài tạo ra một cảnh quan vô cùng ngoạn mục. Địa hình ở đây là những núi đá vôi luôn thay đổi theo khí hậu được bao phủ bởi tuyết trắng, tạo ra từ những lần sạt lở, sụt lún.

Ngọn núi cao nhất là ngọn Marmolata với độ cao 3.342 m. Những đỉnh núi khác nổi tiếng là Drei Zinnen, Sella, Rosengarten, Schlern, Geisler và Langkofel.
Ở Dolomiti cũng là nơi chứng kiến sự hồi sinh của sinh vật biển kỷ Trias sau sự kiện tuyệt chủng lớn nhất con người từng biết đến (Sự kiện sinh vật biển tuyệt chủng hàng loạt cuối kỷ Trias ở các đại dương) với những hóa thạch; cùng với hệ thống nền tảng là khối cacbonat tạo ra một bức tranh khoa học, nghệ thuật, thiên nhiên thu hút sự quan tâm của các nhà khoa học và khách du lịch.
Dolomiti được UNESCO đưa vào danh sách di sản thế giới vào năm 2009.
Có một công viên quốc gia và vài công viên địa phương khác nằm trong dãy Dolomites.

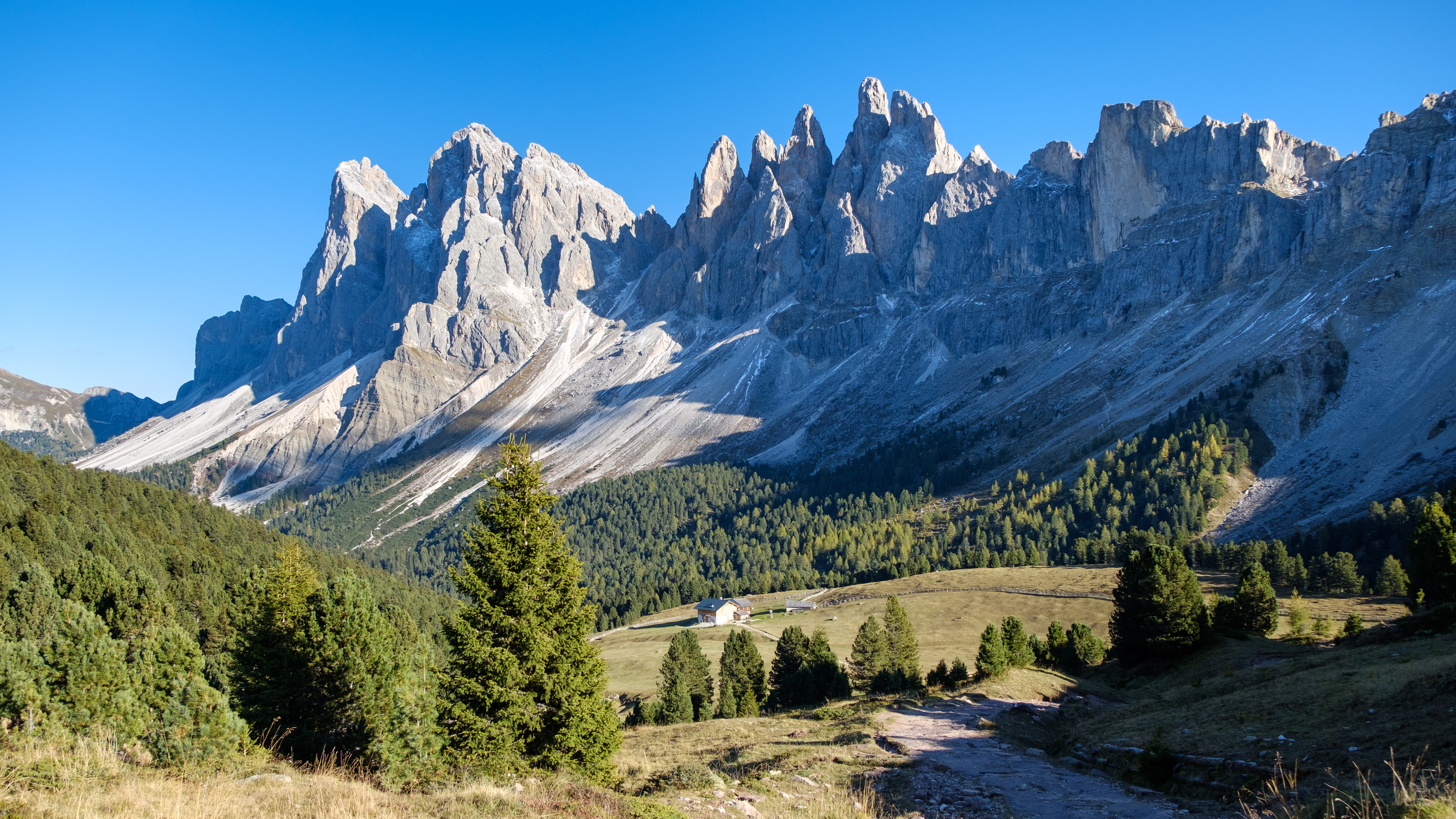
Rặng núi Gruppo delle Odle, một dãy núi của Dolomites
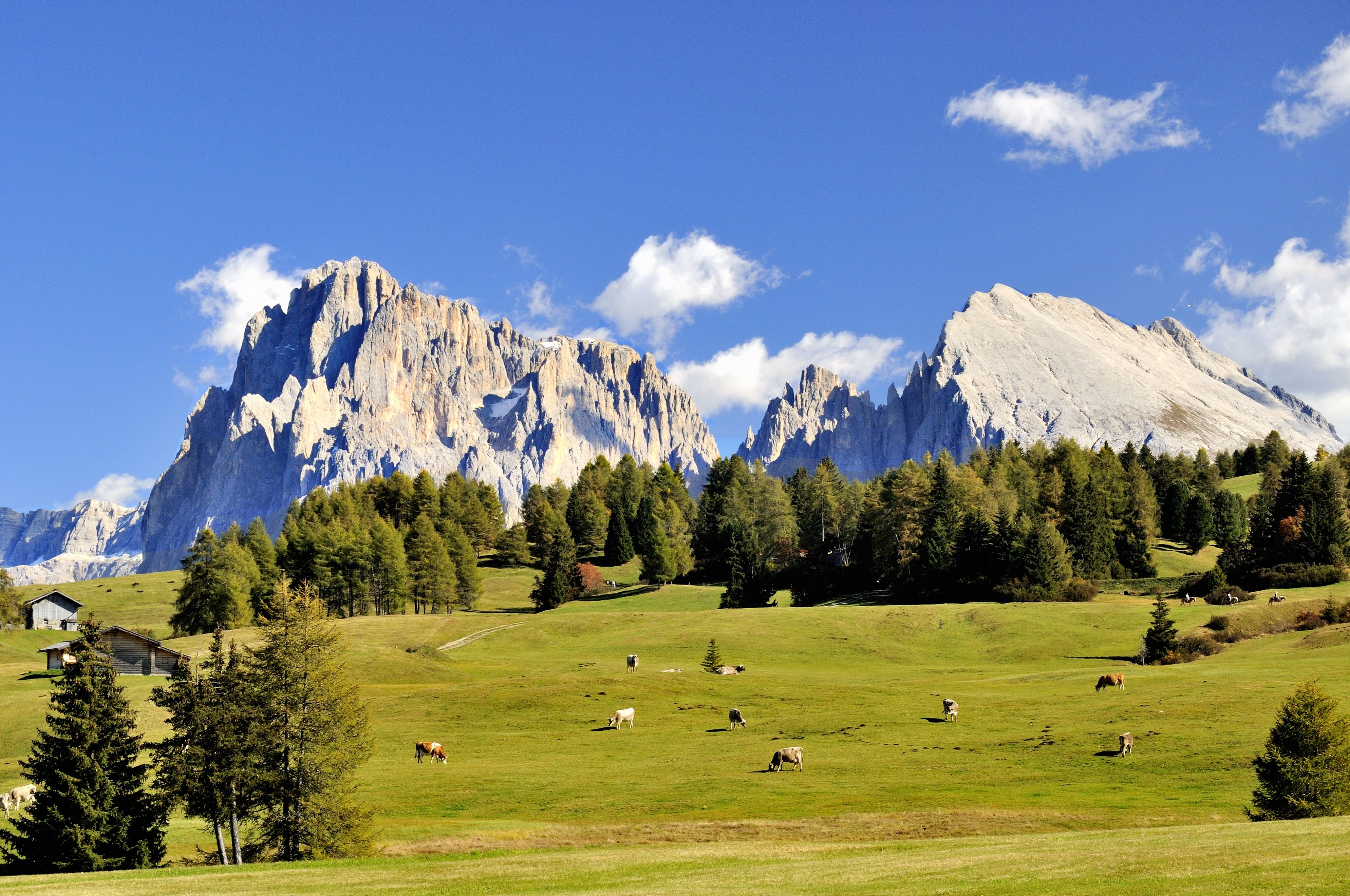
vùng Seiser Alm (tiếng Ý: Alpe di Siusi), vùng lãnh nguyên núi cao Dolomites
Đồng cỏ Pastura de Ncisles với hệ tầng Roa blancia và đỉnh Odles trong Công viên Tự nhiên Puez-Geisler (Dolomites).
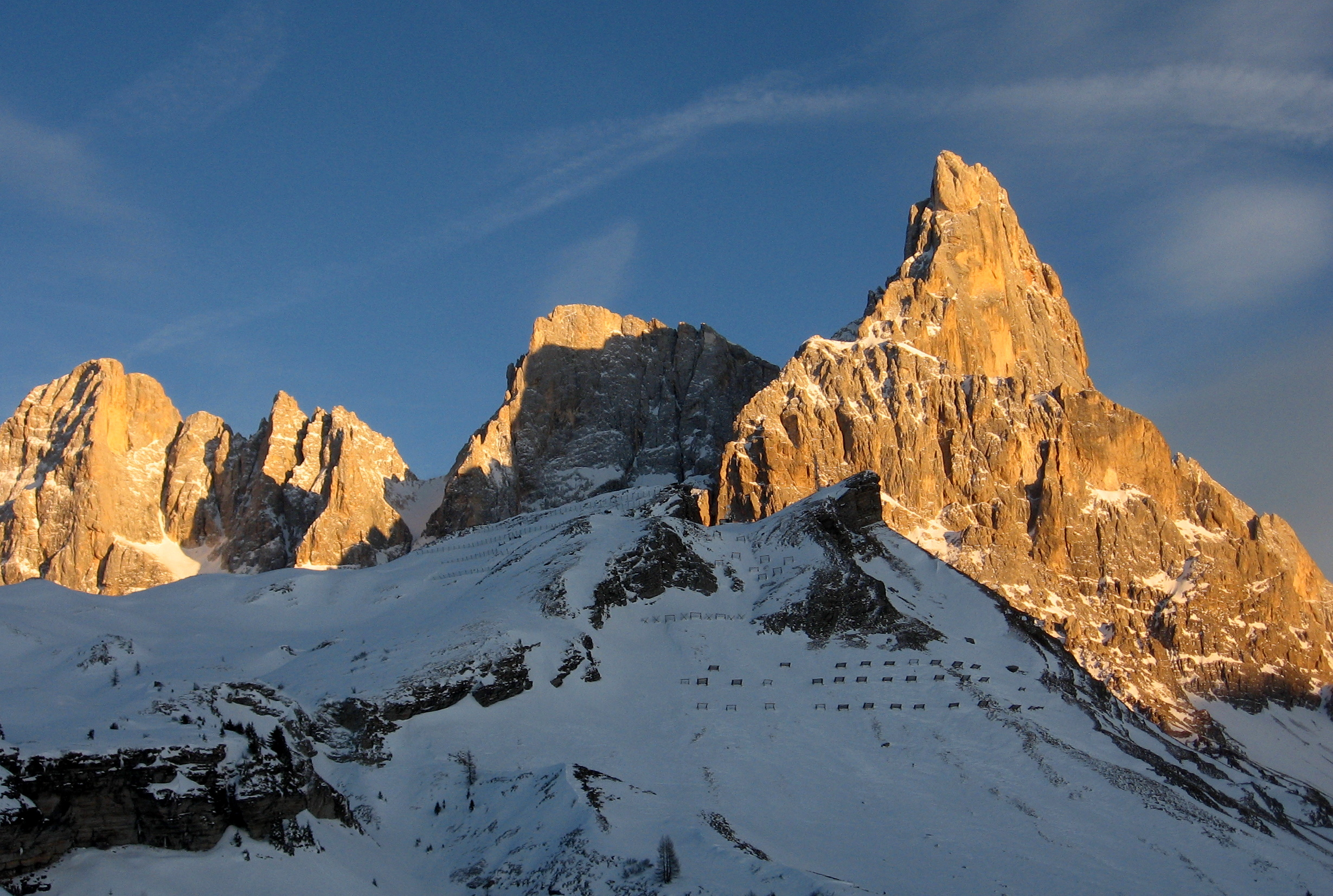
Đèo Passo Rolle (1.989 m)  và ngọn Cimon della Pala (3.184 m) ở tỉnh Trento
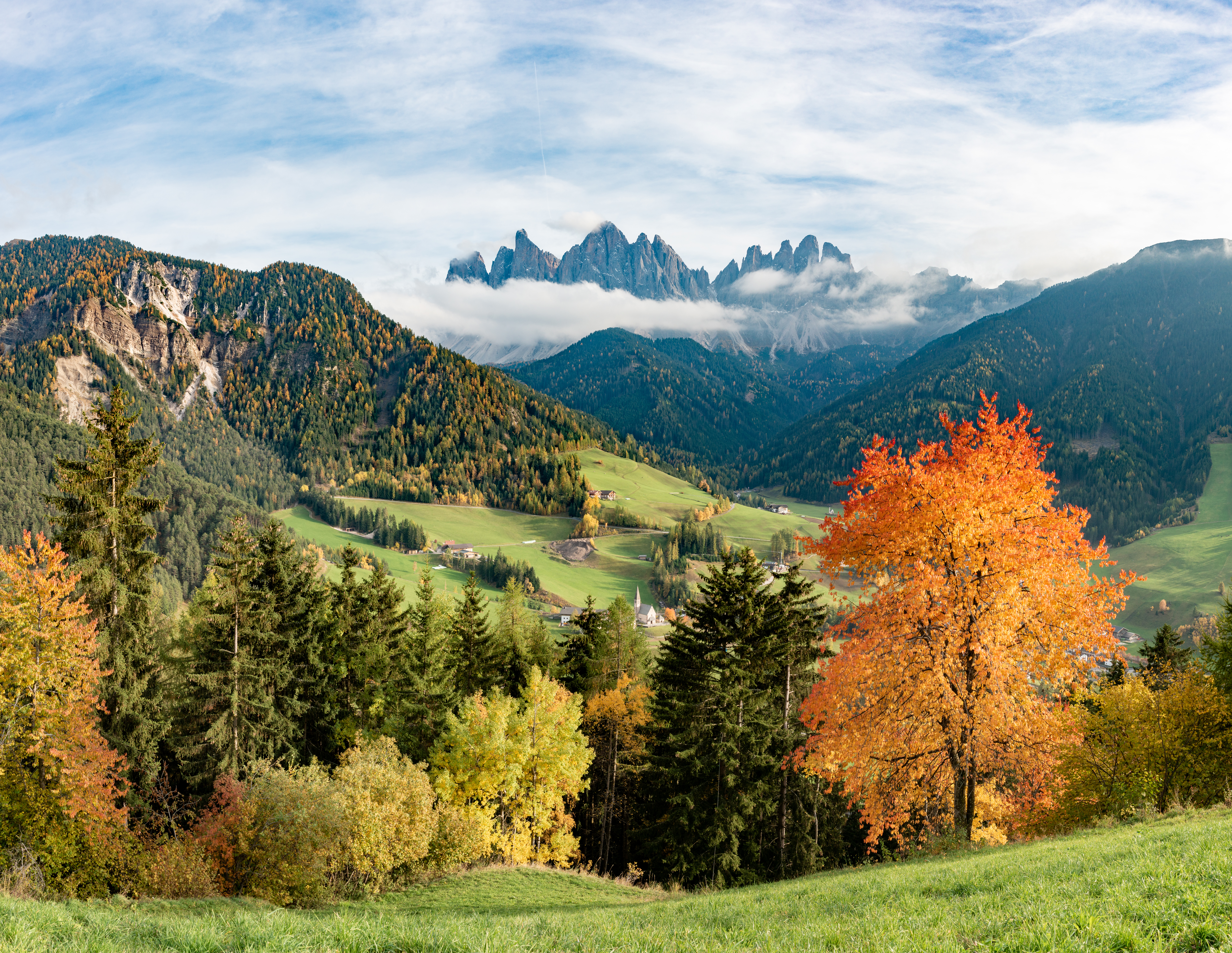
Funes (Villnöß)
Selva ở thung lũng Val Gardena
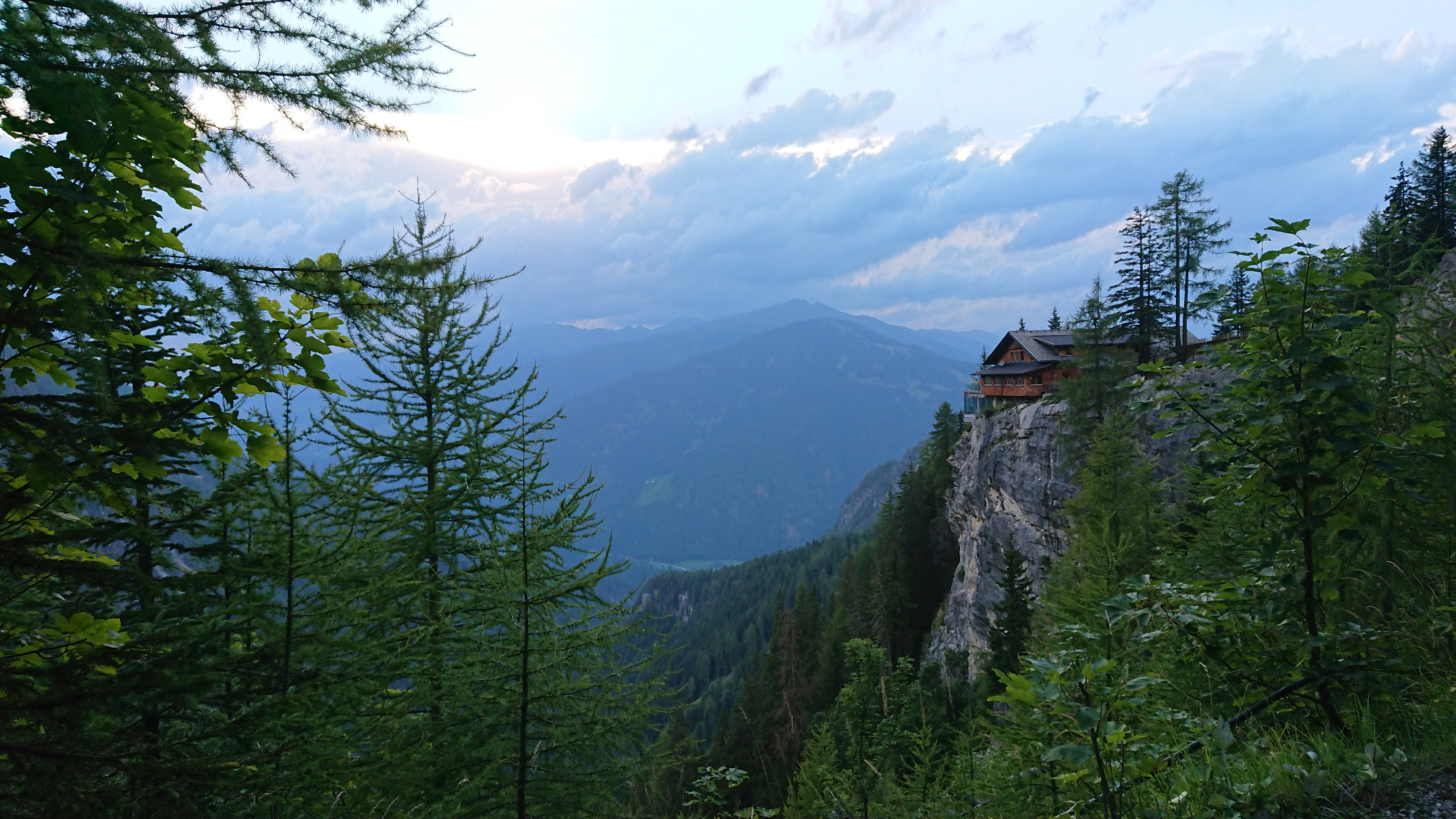
Núi Col dala Pieres ở thung lũng Val Gardena (Gröden) và trong Công viên Tự nhiên Puez-Geisler
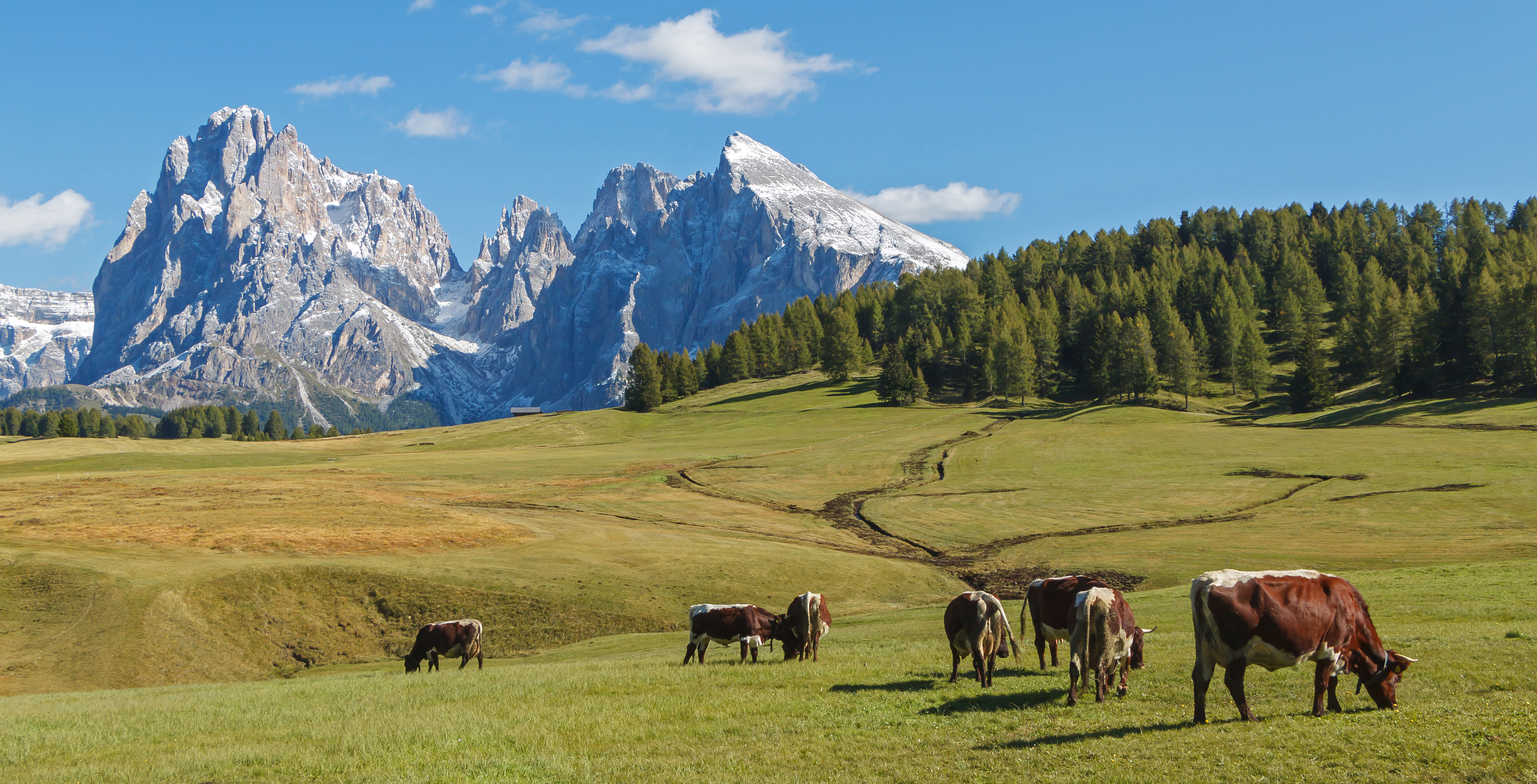
Bò nhà nuôi thả  ở vùng Seiser Alm (tiếng Ý: Alpe di Siusi), vùng lãnh nguyên núi cao Dolomites, Nam Tỉrol
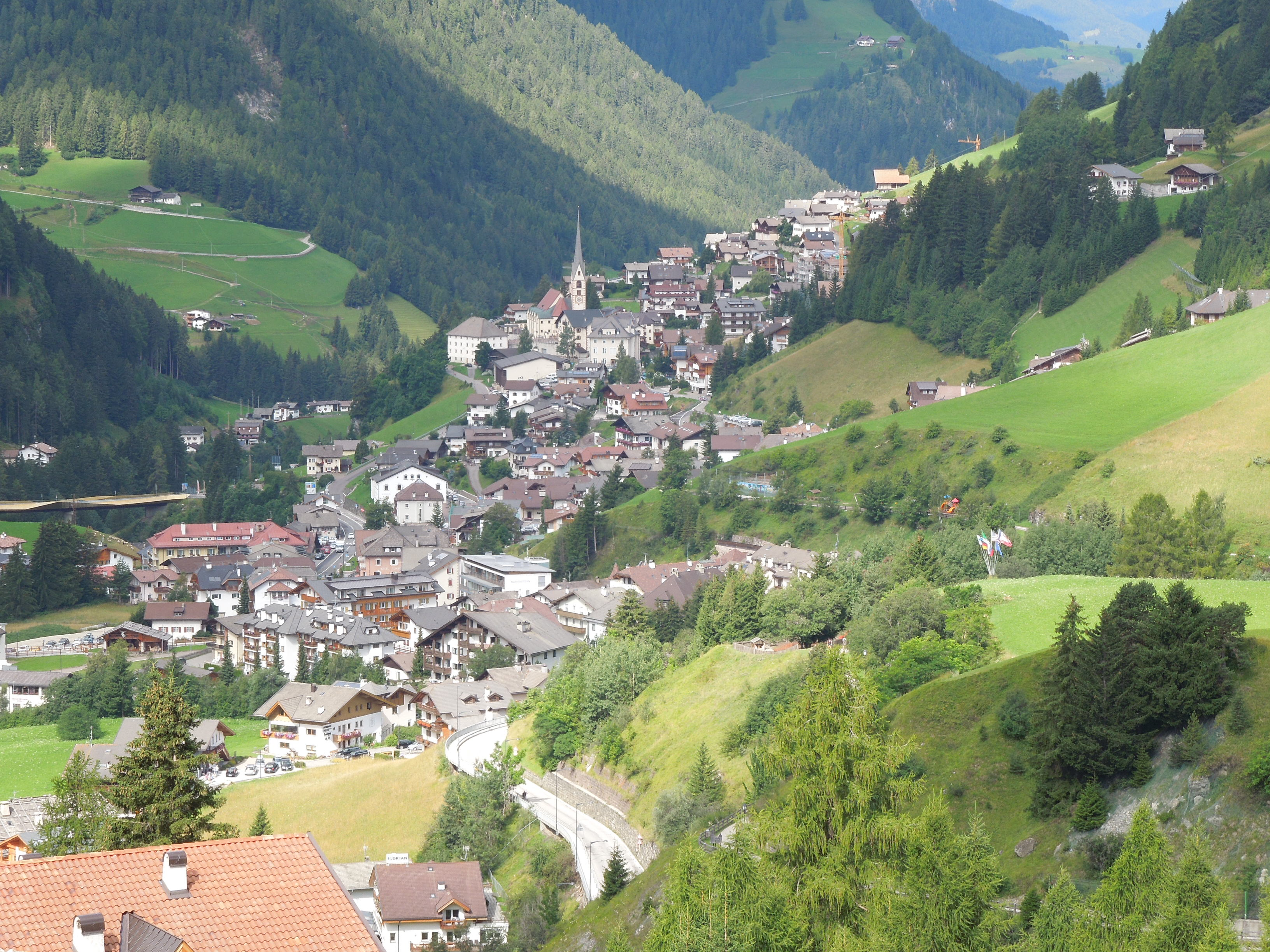
Santa Cristina Valgardena
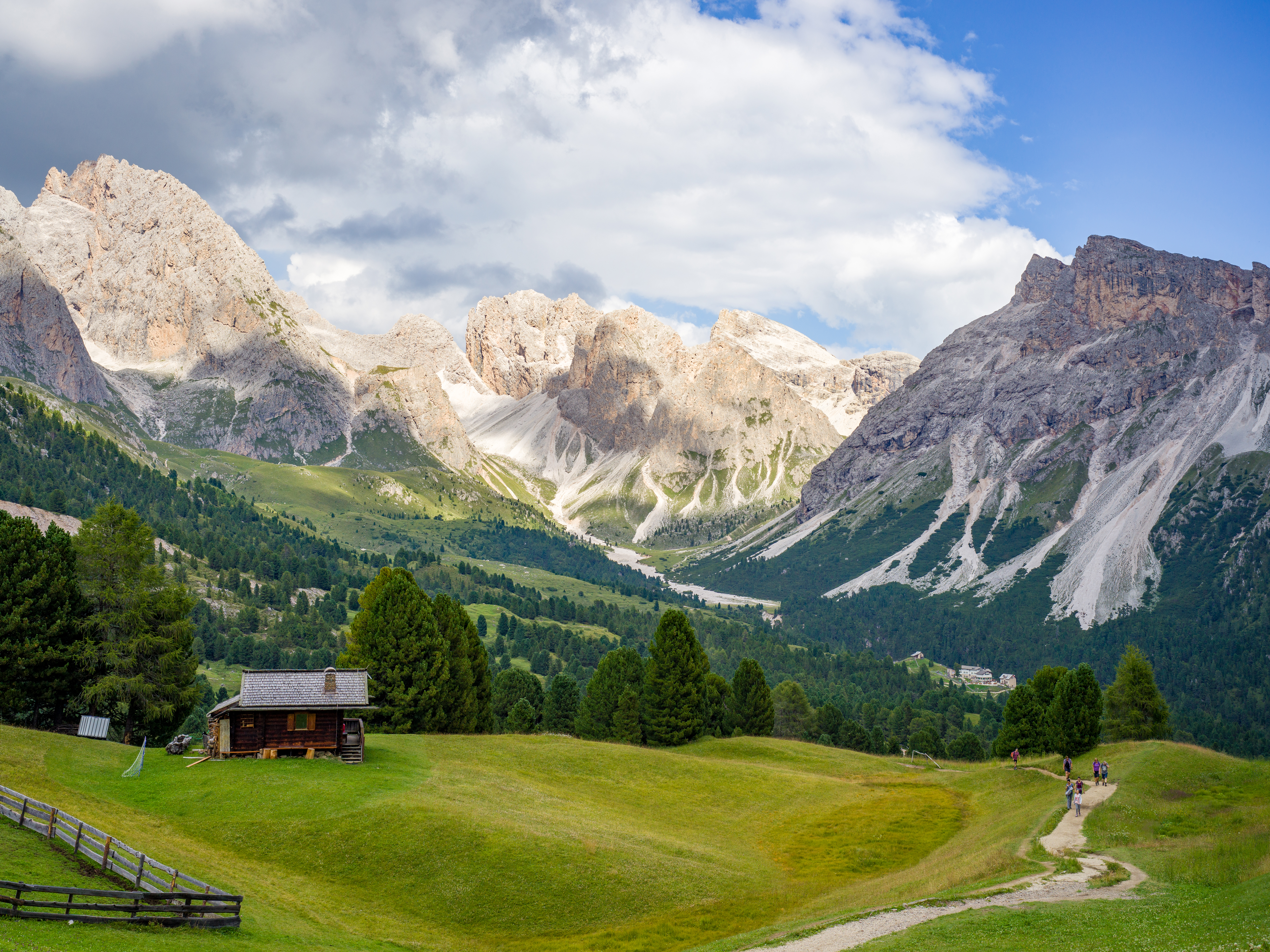
Công viên Tự nhiên Puez-Geisler, một khu bảo tồn thiên nhiên ở vùng núi Dolomites
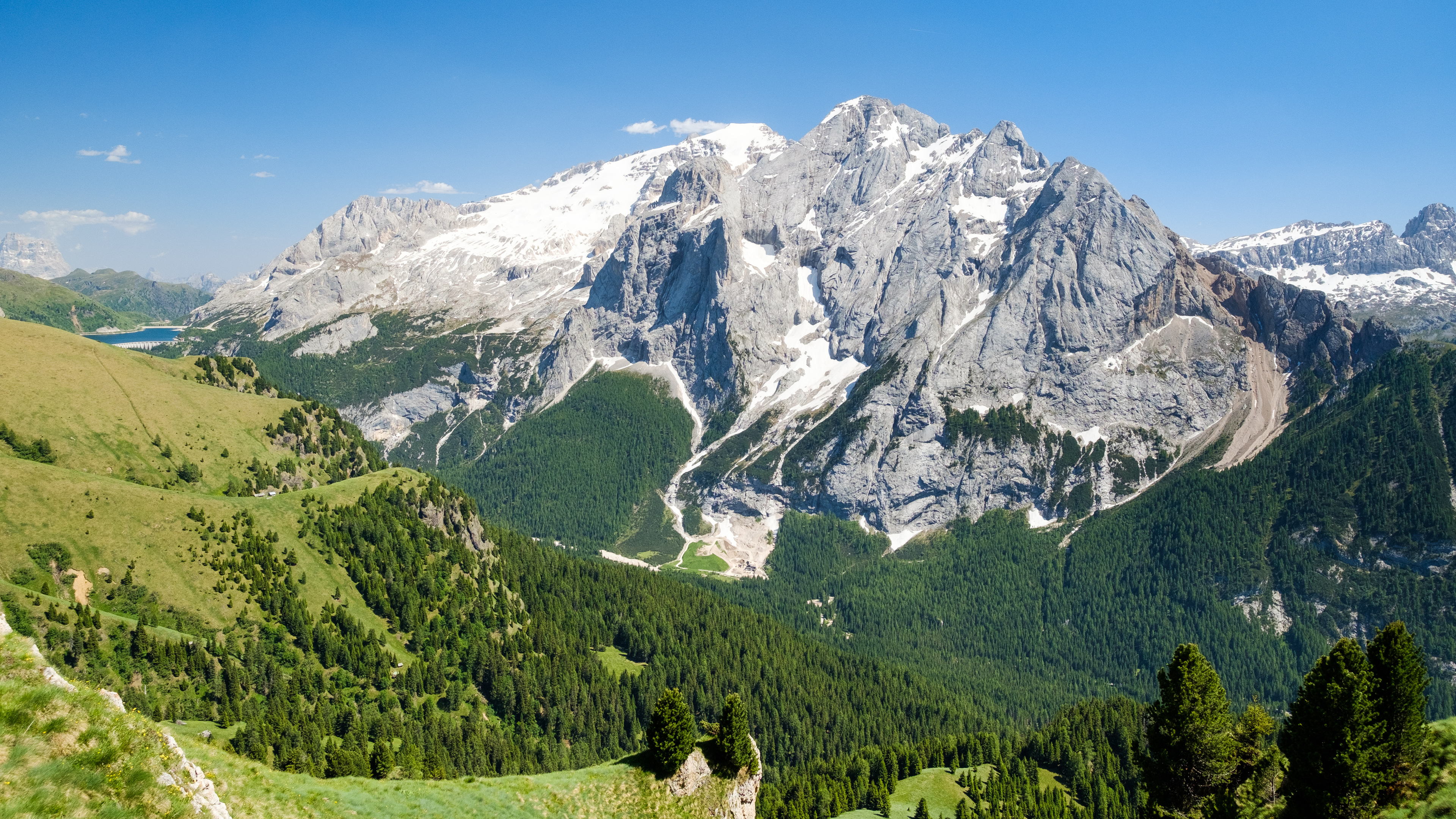
Ngọn Marmolata cao 3343m trong dãy Marmolata. Ở bên trái Lago di Fedaia với Pelmo (3268 m) phía trên nó, đỉnh cao nhất ở bên phải của trung tâm là Gran Vernel (3210 m).
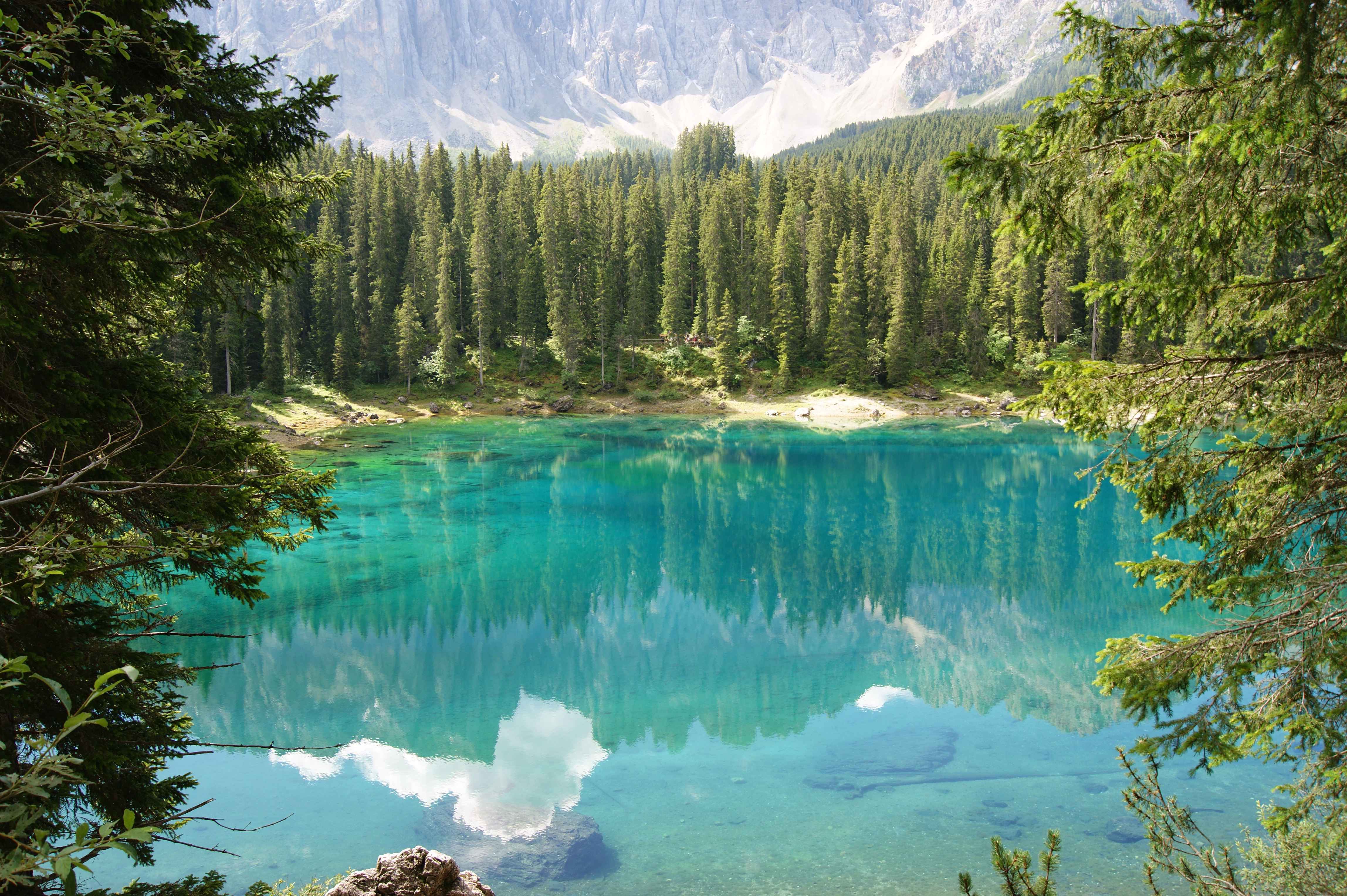
Hồ Carezza (tiếng Ý: Lago di Carezza, tiếng Đức: Karersee) nằm bên dưới đèo Karer dưới chân khối núi Latemar ở Nam Tyrol